# Ubrique
Ubrique község Spanyolországban, Cádiz tartományban. Ubrique Benaocaz, Villaluenga del Rosario, Jerez de la Frontera, San José del Valle, Arcos de la Frontera és Cortes de la Frontera községekkel határos. Lakosainak száma 16 439 fő (2024).

## Népesség
A település népessége az utóbbi években az alábbiak szerint változott:
| Lakosok száma | 17 395 | 17 404 | 17 205 | 16 979 | 16 873 | 16 884 | 16 766 | 16 597 | 16 482 | 16 439 |
|               | 2001   | 2004   | 2006   | 2009   | 2011   | 2014   | 2016   | 2019   | 2021   | 2024   |